# Monastero di Siloe
Il monastero dell'Incarnazione della Comunità di Siloe, o più semplicemente monastero di Siloe, è un edificio religioso italiano del XXI secolo, sede della comunità monastica di Siloe che vive secondo la regola di san Benedetto. Si trova poco distante dall'abitato di Poggi del Sasso, nel territorio comunale di Cinigiano, in provincia di Grosseto.
Il complesso del monastero, il cui progetto è ispirato alle suggestioni dell'architettura cistercense, è indicato come un valido esempio contemporaneo di architettura religiosa eco-sostenibile.

## Storia
Nel 1996 un piccolo gruppo di monaci benedettini, arrivati in Maremma da diverse località del centro-nord Italia, decisero di fondare una nuova comunità monastica. Il 16 dicembre dell'anno successivo, il vescovo di Grosseto Giacomo Babini riconobbe ufficialmente la comunità come «un'associazione pubblica di fedeli» che vive secondo la regola del santo di Norcia, pur senza appartenere formalmente all'ordine di San Benedetto.
Nella diocesi di Grosseto non c'erano monasteri attivi né presenze antiche da recuperare, così, in accordo con il vescovo, la nuova comunità decise di costruire un edificio completamente nuovo su un colle che domina la valle dell'Ombrone. Questo terreno, adibito al pascolo delle pecore e donato alla comunità da un privato, era chiamato "Le Piscine" perché conteneva una sorgente d'acqua, da cui il nome "Siloe", come la piscina dove Gesù invia il cieco per essere risanato nel Vangelo di Giovanni.
I primi sopralluoghi per la realizzazione del complesso monastico iniziarono alla fine del 1999, segnando l’avvio della fase progettuale per la trasformazione di un vecchio ovile, situato accanto a una quercia secolare, in una cappella dedicata alla Santissima Trinità. Questo luogo di culto venne consacrato l’8 settembre 2001 dal vescovo Giacomo Babini, in concomitanza con la cerimonia di posa della prima pietra del primo nucleo dell’intero monastero, rappresentato dall’ala est.
Nel 2004 fu edificata la Cappella della Luce, una struttura di dimensioni contenute collocata ai margini del campo di ulivi che si sviluppa sul versante a est del monastero. Situata in un'area appartata rispetto al nucleo principale, la cappella si inserisce nel contesto agricolo riflettendo il legame tra la dimensione spirituale e il paesaggio circostante. Il 26 giugno 2005 l’ala est del monastero, progettata per ospitare le celle dei monaci, la sala capitolare, la cucina e il refettorio, fu ufficialmente inaugurata dal vescovo di Grosseto Franco Agostinelli. Questo edificio rappresentò il primo nucleo del monastero, fondamentale come spazio funzionale e organizzato per la vita monastica.
Il 19 maggio 2007 fu posata la prima pietra dell'ala sud. Completata nel 2012 e concepita per ospitare spazi dedicati alle funzioni comunitarie e all'accoglienza, questa sezione del complesso include la biblioteca, una sala conferenze, un’area di ospitalità per gruppi e l'agorà esterna. La sua realizzazione sottolinea la vocazione del monastero, che si configura non solo come luogo di preghiera, ma anche come spazio di incontro, confronto e dialogo. Nel 2017 fu completato l’Eremo dei Santi, un insieme di quattro unità abitative modulari e indipendenti poste lungo il pendio rivolto a ponente. La loro disposizione segue il profilo naturale del terreno, garantendo autonomia e raccoglimento a ciascun ambiente, in linea con la tradizione eremitica.
L'11 luglio 2021, nel venticinquesimo anniversario dell'arrivo dei monaci, ha avuto luogo la cerimonia della benedizione e posa della prima pietra della erigenda chiesa del monastero dedicata a Dio Padre Creatore, sussidiaria della chiesa parrocchiale di Santa Margherita a Poggi del Sasso, presieduta da Rodolfo Cetoloni, vescovo emerito di Grosseto. La costruzione della chiesa e delle strutture annesse dell'ala ovest completeranno il complesso monastico.

## Descrizione
La progettazione del nuovo edificio monastico viene affidata nel 1999 all'architetto bergamasco Edoardo Milesi. Il progetto si ispira all'architettura cistercense del XII secolo, come per esempio nella pianta quadrangolare, nel chiostro su cui s'affaccia la sala capitolare più bassa a ricordare la vasca battesimale, e nell'orientamento della chiesa che favorisce l'esposizione solare, ma integrandola con forme contemporanee e tecniche e materiali della bioarchitettura (pietre locali, legno, rame e ferro).
Il monastero si estende su una trama di percorsi collinari per una superficie di 38000 mq. L'edificio si articola sulla figura di un quadrato con i lati di circa 40 metri, distinguendo al suo interno l'area per il culto, le attività ricettive associate ai servizi e la residenza dei monaci appartenenti alla comunità. Al centro il chiostro a pianta quadrata di 14 metri sul quale si attestano le ale sud, est e ovest del monastero, mentre sul lato nord il volume della chiesa. Completano il complesso la cappella della Santissima Trinità, la cappella della Luce e l'eremo dei Santi.

### Complesso monastico
L'ala est del monastero, quella dedicata strettamente alla vita monastica, è stata la prima a essere costruita dell'intero complesso e ultimata nel 2005. Le murature perimetrali esterne sono per lo più in pietra locale a vista, mentre le parti in legno, sia degli infissi sia dei rivestimenti di facciata, sono al naturale. La pianta quadrata, originata dal grande cavedio centrale che ha il forte significato previsto dalla regola benedettina, è funzionale a una distribuzione degli spazi organizzata sulla vita della comunità. La compattezza e la linearità del monastero è bilanciata da una discontinuità delle linee, dettata anche dai dislivelli del terreno. Questo primo blocco, posto a oriente, il più alto e il più imponente, contiene le residenze dei monaci e al piano terra la sala capitolare, il refettorio e la cucina, in un continuo rincorrersi della luce che, penetrando dagli sguinci orientati delle finestre e da bucature zenitali, scandisce le ore del giorno.
L'ala sud, la parte più laica del complesso monastico, è disposta su quattro livelli e chiude il lato sud del chiostro centrale del monastero, mentre sul lato opposto si affaccia su un'ampia agorà ricavata sfruttando la naturale conformazione del terreno, con gradonate che fungono da sedute nel verde per 450 persone. Le facciate sono morfologicamente caratterizzate da profondi setti in calcestruzzo armato con serramenti apribili che garantiscono una completa permeabilità con gli spazi esterni. I setti filtrano la luce diretta del sole e allontanano visivamente la funzione pubblica dall'affaccio al chiostro interno più claustrale. La copertura inclinata a unica falda è realizzata con lastre in lega di titanio, integrate da pannelli fotovoltaici. L'ingresso è segnato da un camminamento in legno nascosto dietro un alto muro rivestito in pietra locale che lo avvolge, creando un effetto di protezione e intimità. Al suo interno trovano spazio la portineria e la sala polifunzionale al piano terra; la biblioteca e la sala lettura a doppia altezza con soppalco al primo piano e la sala convegni da 140 posti al piano seminterrato per le iniziative organizzate dal Centro culturale San Benedetto. 
L'ala ovest si inserisce come una naturale estensione del progetto architettonico, completando l’organizzazione funzionale dell'intero complesso. Essa stabilisce un collegamento diretto tra l'ala sud e la chiesa, facilitando il flusso tra le diverse aree, per garantire continuità spaziale tra gli ambienti di preghiera, di servizio e di apprendimento. Al suo interno, le aule pastorali sono destinate a ospitare attività di catechesi, incontri e momenti di riflessione comunitaria. L'ala ovest completa l'assetto complessivo del monastero intorno al chiostro, creando un’unità tra le strutture monastiche e le aree destinate alla vita comunitaria.

### Cappella della Santissima Trinità

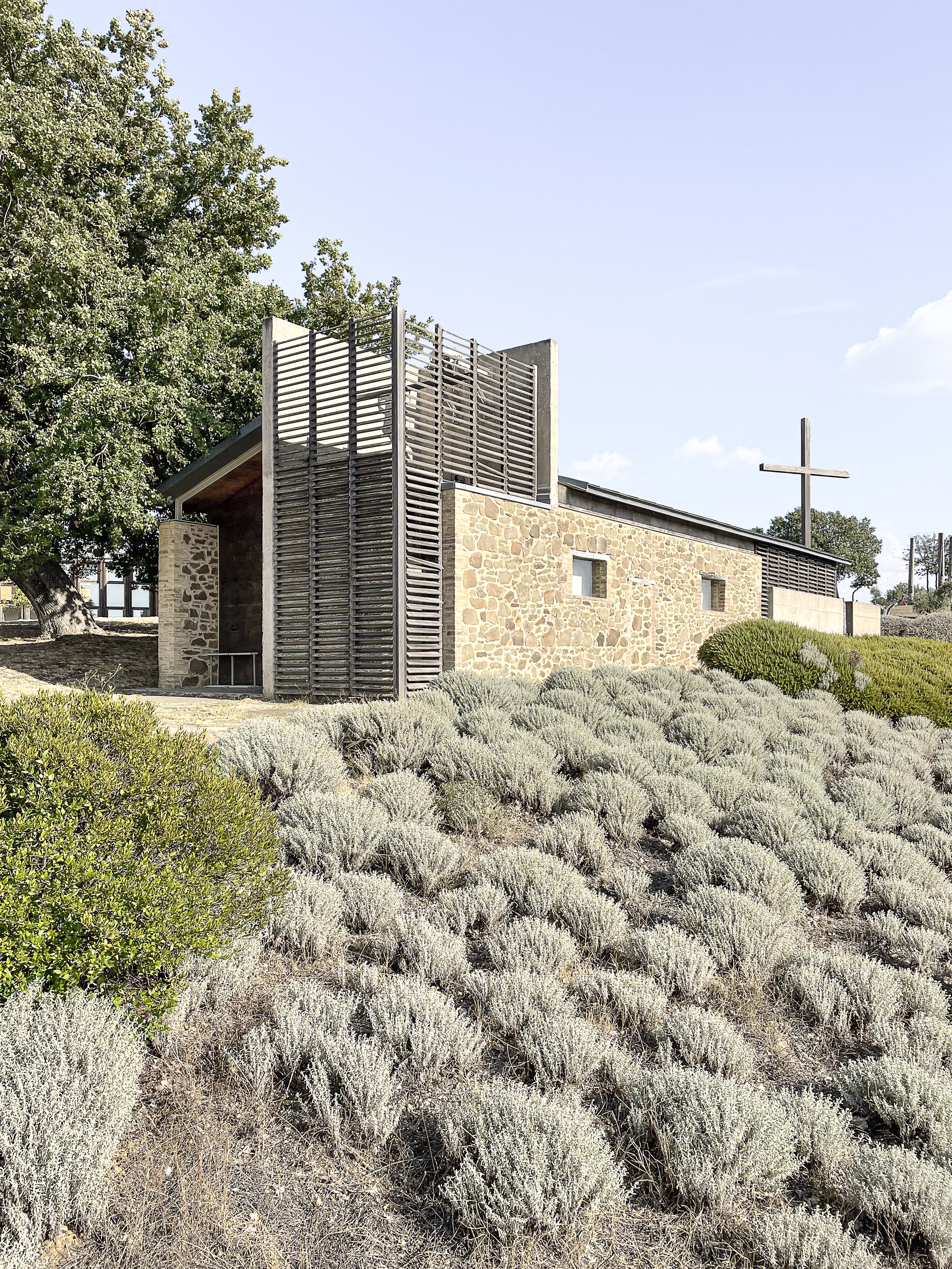
La cappella della Santissima Trinità ricavata in un vecchio ovile

La cappella della Santissima Trinità, nota anche come cappella del Pellegrino, è stata ricavata dalla trasformazione di un vecchio ovile in pietra posto sul crinale della collina che guarda verso l'Ombrone, ed è stata consacrata nel 2001. L'edificio è stato ristrutturato senza stravolgere l'impianto originario della struttura tramite l'utilizzo del legno e della pietra, al quale è stato addossato il presbiterio, edificato ex-novo. Il campanile è costituito da una torre leggera di lamelle di legno grezzo, mentre la facciata della chiesa è caratterizzato da una porta in ferro, pronao e vestibolo. L'interno, ad aula semplice, conserva un altare costituito da un monolito squadrato proveniente dal monte Amiata.
Nel presbiterio della piccola cappella sono presenti dipinti dell'artista lombardo Gianriccardo Piccoli.

### Cappella della Luce
Consacrata il 9 maggio 2004 dal vescovo Giacomo Babini, la cappella della Luce è un piccolo edificio interrato sui tre lati che sorge in un campo di ulivi a fianco del monastero. L'ingresso, composto da una vetrata, è delimitato da due muri in pietra locale mentre le pareti interne sono rivestite in pietra dorata proveniente dal vicino monte Amiata. All'interno della cappella è posta una copia della statua della Madonna di Fátima, illuminata da una luce zenitale naturale che filtra da una pietra cava incastonata nel solaio di copertura realizzato in cemento armato e coperto da un giardino.

### Eremo dei Santi

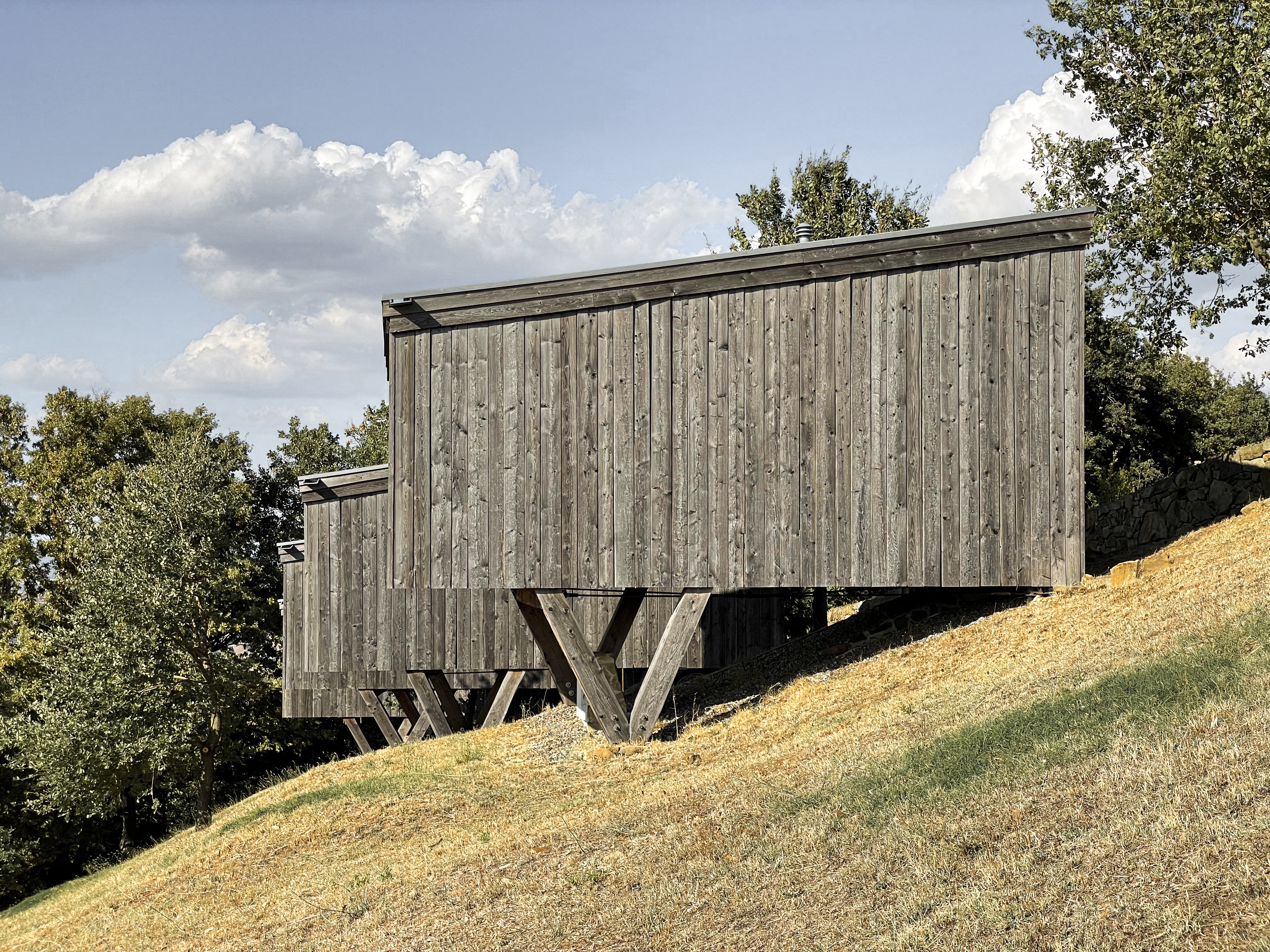
La foresteria-eremo dei Santi nei pressi del monastero

L'eremo dei Santi è costituito da quattro cellule abitative adibite a foresteria su progetto dell'architetto Edoardo Milesi, del tutto complementari alla struttura del monastero. Inaugurate nel 2017, sono composte da una camera con bagno, balcone sul fronte nord e loggia a sud; ogni unità abitativa ha una struttura portante e tamponamenti in legno e impiega materiali naturali riciclabili.
Le maggiori superfici vetrate sono situate sul lato nord-occidentale, mentre il prospetto sud-orientale è costituito da facciate tamponate con superfici vetrate di minore estensione, protette dallo sporto di gronda. Per favorire l’accorpamento dei piccoli fabbricati e l'economia del suolo e poiché non esistono vedute o luci in affaccio tra i corpi di fabbrica, gli stessi sono stati realizzati a una distanza minima di 5 m, concepiti come facenti parte di un unico fabbricato.

### Chiesa di Dio Padre Creatore
La presentazione del progetto per la chiesa del monastero ha avuto luogo in occasione della "Settimana della Bellezza 2018". Il luogo di culto è stato pensato come un edificio a vela, con una doppia fila di colonne in legno con il compito di sostenere la falda, così da dare la percezione di una impennata dal tetto verso il cielo. La copertura assomiglierà, nell'intenzione del progettista, a quella di una foresta da cui filtrano i raggi del sole. I lavori di costruzione sono stati avviati nel 2021.

## Opere d'arte
All'interno dell'area monastica sono presenti opere pittoriche e scultoree di artisti contemporanei quali André Beuchat, Mario Caffaro Rore, Piero Casentini, Umberto Mastroianni, Pino Genovese, Nino Giammarco, Giuseppe Lafavia, Rodolfo Laquaniti, Cesare Lucarini, Arnaldo Mazzanti, Nino Mezzaro, Monica Pennazzi, Gianriccardo Piccoli, Rino Sgavetta, Alessio Tasca, Silvio Tironi.
Nel 2011 tre grandi pietre sonore scolpite dell'artista sardo Pinuccio Sciola sono state installate all'esterno dell'ala meridionale del monastero, davanti alla biblioteca nei pressi dell'agorà. Sempre di Sciola, nel parco del monastero si possono ammirare alcuni esemplari dei 200 elementi che componevano l'installazione I semi della pace, esposta dal 10 ottobre al 16 novembre 2008 nella piazza inferiore della basilica di San Francesco ad Assisi. Nel 2020 lo scultore Alberto Timossi realizza l'installazione Cinque passi, che consiste di cinque elementi verticali disposti lungo una linea retta poco distanti dal complesso monastico.
Nell'area del monastero e all'interno del Giardino Laudato si' sono inoltre presenti diverse opere e installazioni prodotte dai monaci della comunità di attraverso il riuso di materiali di scarto in ferro o legno.

## Giardino Laudato si'
Il Giardino Laudato si', creato dai monaci della comunità di Siloe, è stato inaugurato il 19 marzo 2022, ispirato alla tradizione monastica e all'enciclica Laudato si' di papa Francesco. Il giardino si sviluppa lungo un percorso pedonale di circa 4 chilometri, recuperando antichi sentieri, e contiene circa 2 500 ulivi. Lungo il percorso, si incontrano quattro punti di sosta dedicati a figure simboliche: Abramo, san Giuseppe, Maria e san Benedetto, con elementi come croci, ceramiche artistiche e richiami alla storia biblica.

## Siloe Film Festival
Il Siloe Film Festival, nato nel 2014, si svolge annualmente presso il monastero ed è organizzato dal Centro Culturale San Benedetto in collaborazione con l’Ufficio Nazionale per le comunicazioni sociali della CEI, la Fondazione Ente dello Spettacolo, la Fondazione Bertarelli e l’ACEC, inserendosi nell'ambito della Festa del Creato, un evento volto a promuovere un nuovo umanesimo che intreccia la custodia del creato con le relazioni umane. La prima edizione, dedicata al documentario e ai cortometraggi, si è tenuta dal 17 al 19 luglio con il tema "Alla ricerca della bellezza", e ha visto la presentazione di dodici pellicole.
Dal 2014 al 2021, il festival è proseguito sotto la direzione artistica dell’attore e regista bergamasco Fabio Sonzogni. Nel 2023, la direzione è stata affidata a Dino Mazzoli, sacerdote e cinefilo, al suo debutto nella guida di un festival cinematografico. Questa edizione ha puntato a creare un "tessuto umano" di relazioni, confronto e bellezza. Il festival continua a essere un'importante occasione per esplorare temi universali attraverso il cinema, unendo arte, spiritualità e cultura in un contesto unico.